# Động đất Ehime 2024
Động đất Ehime 2024 (豊後水道地震 Bungosuidou jishin) là trận động đất xảy ra vào lúc 23:14 (JST), ngày 17 tháng 4 năm 2024. Trận động đất có cường độ 6,6 trên thang cường độ địa chấn Nhật Bản (MJMA ), tâm chấn độ sâu khoảng 39 km. Không có cảnh báo sóng thần cho trận động đất này. Trận động đất đã làm 12 người bị thương.

## Thang địa chấn
| Thang địa chấn | Tỉnh  | Địa điểm                               |
| -------------- | ----- | -------------------------------------- |
| 6-             | Ehime | Ainan                                  |
| 6-             | Kōchi | Sukumo                                 |
| 5+             | Ehime | Uwajima                                |
| 5-             | Ehime | Yawatahama, Ōzu, Seiyo, Uchiko, Kihoku |
| 5-             | Ōita  | Saiki, Tsukumi                         |